# 霍爾登·凱弗·哈特蘭
霍爾登·凱弗·哈特蘭（Haldan Keffer Hartline，1903年12月22日—1983年3月17日）是一位美國生理學家，由於關於視覺的神經生理學機制的研究，而與拉格納·格拉尼特及喬治·沃爾德共同獲得了1967年的諾貝爾生理學或醫學獎。

## 外部連結
- 諾貝爾獎網站上的哈特蘭自傳 （页面存档备份，存于） （英文）